# Стјепан Писек
Стјепан Писек (Требиње, 17. јул 1892 — Дубровник, 3. новембар 1979) је био југословенски позоришни и филмски глумац. 

## Биографија
Основну и средњу школу завршио је у Дубровнику, где се 1913. придружио путујућој дружини Петра Ћирића. После Првог светског рата обрео се у Вараждину, у чијем се казалишту запослио 1920.
1922. је прешао у ХНК у Загребу, где је био члан хора а истовремено се приватно музички образовао у Глазбеном заводу код професора Корнеста витеза Камарате.
Од 7. јуна 1924, после аудиције, радио је у НП у Ноном Саду као глумац али превасходно као певач до 1927, када је прешао у Вараждин, али се убрзо вратио и у Ноном Саду остао до почетка 1928.
Од пролећа 1928. наступао је у Београдској оперети, а затим у театрима у Скопљу, Сарајеву и Сплиту. Са Н. Архиповом, Н. Барановим и Б. Дубском, са којима је певао у новосадској Опери, и диригентима Светоликом Пашћаном и Јосипом Рајхенићем, учествовао је у покушају обнављања Опере у Ноном Саду, окупивши привремени ансамбл,
у сезони 1929/30. су по војвођанским местима давали представе Травијате и Мадам Батерфлај. После рата је био члан пулског па дубровачког казалишта; од 1. септембра 1955. до пензионисања био је запослен у НП у Суботици. Као члан НК у Пули награђен је на Републичком фестивалу Хрватске у Загребу јуна 1950. за улогу Прождора у Љубовницима непознатог аутора.
Тридесетогодишњицу уметничког рада прославио је 3. јуна 1954. насловном улогом у Молијеровом Грађанину племићу, у Дубровнику – у оквиру Љетних игара.

## Позоришне улоге
- Гроф Болеслав Барански (Пољачка крв)
- Рене (Мадам Помпадур)
- Кнез Иван од Коруге (Играчица Каћа)
- Родерих (Холандска женица)
- Трике (Евгеније Оњегин)
- Алфред Жермон (Травијата)
- Едвин Роналд (Кнегиња чардаша)
- Витембург (Грофица Марица)
- Арман Милбо (Фраскита)
- Шандор Запоља (Шева)
- Максим де ла Вале (Клокло)
- Др Шеиква Омаи (Тајфун)
- Стева Драгић (Сеоска лола)
- Фердинанд од Шарплантреа (Мамзел Нитуш).

## Филмографија
|                   | 1950 | 1960 | 1970 | Укупно |
| ----------------- | ---- | ---- | ---- | ------ |
| Дугометражни филм | 5    | 0    | 1    | 6      |
| ТВ серија         | 0    | 0    | 1    | 1      |
| Укупно            | 5    | 0    | 2    | 7      |

| Год.       | Назив                     | Улога \|- style="background: Lavender; text-align:center; " | 1950.-те | 1950.-те | 1950.-те | 1950.-те |
| 1951.      | Бакоња фра Брне           | Фра-Жвалоња                                                 |          |          |          |          |
| 1955.      | Милијуни на отоку         | Барба (као С.Писек)                                         |          |          |          |          |
| 1956.      | Путници са Сплендида      | Шјор Бартол                                                 |          |          |          |          |
| 1956.      | Зле паре                  | Професор                                                    |          |          |          |          |
| 1957.      | Вратићу се                | Човек у судници                                             |          |          |          |          |
| 1970.-те   |                           |                                                             |          |          |          |          |
| 1971.      | Мириси, злато и тамјан    | /                                                           |          |          |          |          |
| 1970 1971. | Наше мало мисто ТВ серија | Парон Антоњо - Цимавица                                     |          |          |          |          |